# Гиллен, Фрэнсис Джеймс
Фрэнсис Джеймс Гиллен (англ. Francis James Gillen; 28 октября 1855 — 5 июня 1912) — австралийский антрополог и этнограф.

## Биография
Родился в штате Южная Австралия в семье сельскохозяйственного рабочего Томаса Гиллена, выходца из Ирландии. В 1867 поступил на государственную службу почтальоном в городе Клэр, в 136 километрах от Аделаиды. В 1871 году был переведён в Аделаиду, где к его обязанностям добавились телеграфные операции. Параллельно с работой на телеграфе по вечерам учился в Южноавстралийской школе горного дела и промышленности (англ. South Australian School of Mines and Industries). В 1875 году принял участие в строительстве Австралийской Сухопутной Телеграфной Линии (англ. Australian Overland Telegraph Line), прошедшей через весь материк и связавшей Дарвин на севере Австралии и Порт-Огаста на юге.
Женился 5 августа 1891 года, в городе Маунт-Гамбир, имел шестерых детей.
В 1892 году был назначен начальником почтовой и телеграфной станции в Алис-Спрингс. Фактически исполнял обязанности администратора в центральной Австралии, был Протектором аборигенов в Алис-Спрингс — должностным лицом, в чьи обязанности входила защита прав коренного населения, но которое фактически определяло жизнь австралийских аборигенов полностью, вплоть до выдачи разрешений на вступление в брак.
В июле 1894 года в Алис-Спрингс прибыла научная экспедиция, снаряженная и спонсируемая Вильямом Остином Хорном (англ. Horn Scientific Expedition), задачей которой было исследование малоизученных областей центральной Австралии. Гиллен познакомился с её участником — австралийским биологом и антропологом, профессором, сэром Уолтером Болдуином Спенсером, который был увлечён наблюдениями Гиллена за жизнью коренных австралийцев. В 1896 году, после окончания работы над материалами экспедиции Спенсер снова приехал в Алис-Спрингс и продолжил работу с Гилленом, пользуясь его знанием языка аборигенов и его авторитетом среди них. Работа продолжалась около двух лет. В 1899 году вышла их совместная работа «Первобытные племена Центральной Австралии» (The Native Tribes of Central Australia, 1899). Работа заслужила высокие оценки в антропологическом сообществе, в частности была отмечена Джеймсом Фрэзером.
В том же году Гиллен был переведён в город Мунта (англ. Moonta, South Australia) в 165 километрах от Аделаиды.
В 1900 году Гиллен был президентом этнографической и антропологической секции проходившего в Мельбурне конгресса Австралийской Ассоциации содействия развитию науки (англ. Australasian Association for the Advancement of Science). Также им было прочитано несколько публичных лекций.
В 1901 году Гиллен по разрешению губернатора Южной Австралии снова присоединился к Спенсеру в экспедиции к заливу Карпентария. В 1903 он вёл со Спенсером активную переписку — свыше 150-ти писем, содержащих этнографический материал. Результатом в 1904 году стала их совместная работа «Северные племена Центральной Австралии» (The Northern Tribes of Central Australia, 1904)
В 1908 году из Мунты Гиллен по семейным обстоятельствам был переведён в Порт-Пири — город на побережье залива Спенсер в 224 километрах к северу от Аделаиды. В 1911 году здоровье Гиллена существенно ухудшилось, он оказался прикован к инвалидному креслу. 5 июня 1912 года он скончался от неврологических нарушений, явившихся следствием депрессии, в Вудвиле (англ. Woodville, South Australia), предместье Аделаиды.